# Gliese 581 e
Gliese 581 e (/ˈɡliːzə/) hay GJ 581e là một ngoại hành tinh cách Trái Đất khoảng 20,5 năm ánh sáng (6,3 pc) và có nhiều đặc điểm tương đồng với Trái Đất. Gliese 581 e được các nhà khoa học châu Âu phát hiện vào ngày 21 tháng 4 năm 2009. Với khối lượng tối thiểu bằng 1,7 lần khối lượng Trái Đất, tính đến thời điểm được khám phá, đây là hành tinh có kích thước nhỏ nhất từng được phát hiện. Trước đó, một hành tinh gần đó được tìm ra mang tên là "Gliese 581 d" có khả năng là nằm trong vùng ở được quanh sao. Hai hành tinh đều di chuyển xung quanh Gliese 581 nằm trong chòm sao Thiên Xứng.

## Đặc điểm
Gliese 581 e có kích thước chỉ gấp 1,9 lần Trái Đất, trong khi đó các hành tình trước đó được tìm thấy bên ngoài hệ Mặt Trời hầu hết đều có kích thước tương đương với Sao Mộc. Gliese 581 e có khối lượng tối thiểu là bằng 1,7 lần khối lượng Trái Đất, cách ngôi sao chủ khoảng 0,02815 ± 0,00006 AU (4.211.200 ± 9.000 km) và mất 3,15 ngày Trái Đất để hoàn thành một vòng quỹ đạo quanh ngôi sao chủ. Việc Gliese 581 e nằm khá gần ngôi sao chủ khiến nó trở nên quá nóng để có được một môi trường thích hợp cho sự sống.